# Åsenfår
Åsenfår är en svensk fårras som tillhör gruppen allmogefår i nordiska kortsvansfår. De härstammar från byn Åsen i Älvdalens socken i Dalarna och kan vara kulliga eller ha horn.
Åsenfår "återupptäcktes" av bland andra Nils Dahlbeck.